# Предња церебрална артерија
Предња церебрална артерија (ПЦА) је једна од церебралних артерија које снабдевају оксигенисану крв до већине средњих делова фронталних режњева и супериорних медијалних паријеталних режњева мозга. Две предње церебралне артерије настају из унутрашње каротидне артерије и део су Вилисовог круга. Лева и десна предња церебрална артерија су повезане предњом комуникационом артеријом.
Синдром предње церебралне артерије се односи на симптоме који прате мождани удар који се јавља у подручју које нормално снабдева једна од артерија. Карактерише га слабост и губитак чула у потколеници и стопалу насупрот лезији и променама понашања.

## Развој
Предња церебрална артерија се развија из примитивног предњег дела унутрашње каротидне артерије која у почетку снабдева оптички и мирисни регион. Ова предња подела, која се појављује на двадесет осмом дану развоја, такође формира средњу церебралну артерију и предњу хороидну артерију. Предње церебралне артерије расту једна према другој и формирају предњу комуникациону артерију у стадијуму ембриона од 21–24 mm.

### Варијација
Предња церебрална артерија показује значајне варијације. У студији направљеној коришћењем МРА, најчешћа варијација била је неразвијен А1 сегмент (5,6%), праћен присуством додатног А2 сегмента (3%). У 2% случајева постојао је само један А2 сегмент.

## Функција
Предња церебрална артерија снабдева део фронталног режња, тачније његову медијалну површину и горњу границу. Такође снабдева предње четири-петине жуљевитог тела и дубоке структуре као што су предњи екстремитет унутрашње капсуле, део каудатног једра и предњи део глобуса палидуса.

## Клинички значај

### Оклузија
Мождани удари који се јављају у делу артерије пре предњег комуницирања обично не производе много симптома због колатералне циркулације. Ако дође до блокаде у сегменту А2 или касније, могу се приметити следећи знаци и симптоми:
- Парализа или слабост стопала и ноге на супротној страни, због захватања дела моторног кортекса
- Кортикални сензорни губитак у супротном стопалу и нози
- Апраксија хода (поремећај хода и става)
- Абулија, акинетички мутизам, спорост и недостатак спонтаности
- Уринарна инконтиненција која се обично јавља са обостраним оштећењем у акутној фази
- Фронтални кортикални рефлекси ослобађања: контралатерални рефлекс хватања, рефлекс сисања, паратонична ригидност

## Галерија
- Anterior cerebral artery
- Cerebral arteries seen from beneath. Anterior cerebral artery visible at centre.
- The arterial circle and arteries of the brain (inferior view). The anterior cerebral arteries (top of figure) arise from the trifurcations of the internal carotid arteries.